# Les Tueurs fous
Les Tueurs fous é um filme de suspense policial belga de 1972 dirigido e escrito por Boris Szulzinger.
Foi selecionado como representante da Bélgica à edição do Oscar 1973, organizada pela Academia de Artes e Ciências Cinematográficas.

## Elenco
- Georges Aminel
- Georges Aubert
- Marc Audier
- Christian Barbier
- Patricia Cornelis
- Marc de Géorgi
- Marc Delsaert
- Jean Droze
- Daniel Dury
- Franz Gouvy
- Daniel Horowitz
- Hubert Jeuken